# Orient Township (Iowa)
Orient Township est un township, du comté d'Adair en Iowa, aux États-Unis. Il est fondé en 1869.